# Жаклін Сімоно
Жаклін Сімоно (англ. Jacqueline Simoneau, 29 вересня 1996) — канадська синхронна плавчиня.
Переможниця Панамериканських ігор 2015, 2019 років.
Призерка Чемпіонату світу з плавання серед юніорів 2012, 2014 років.